# Parque Artesanal Loma de la Cruz
El Parque Artesanal Loma de la Cruz  es un parque ubicado en el centroccidente de Cali.

## Historia
La historia del Parque Artesanal Loma de la Cruz comienza en el año de 1987 cuando la empresa Artesanías de Colombia abre una sucursal en el Valle del Cauca, con el fin de proveer un espacio organizado para los artesanos del lugar. Se inauguró oficialmente el 12 de julio de 1990 con un acuerdo firmado por Artesanías de Colombia y la Alcaldía. En diciembre de 1992 Artesanías de Colombia cierra la sucursal y en 1993 entrega el manejo del parque al municipio. Con el fin de promover las actividades artesanales y las ventas, y con el fin de convertir el lugar en un centro de exposición.

## Nombre

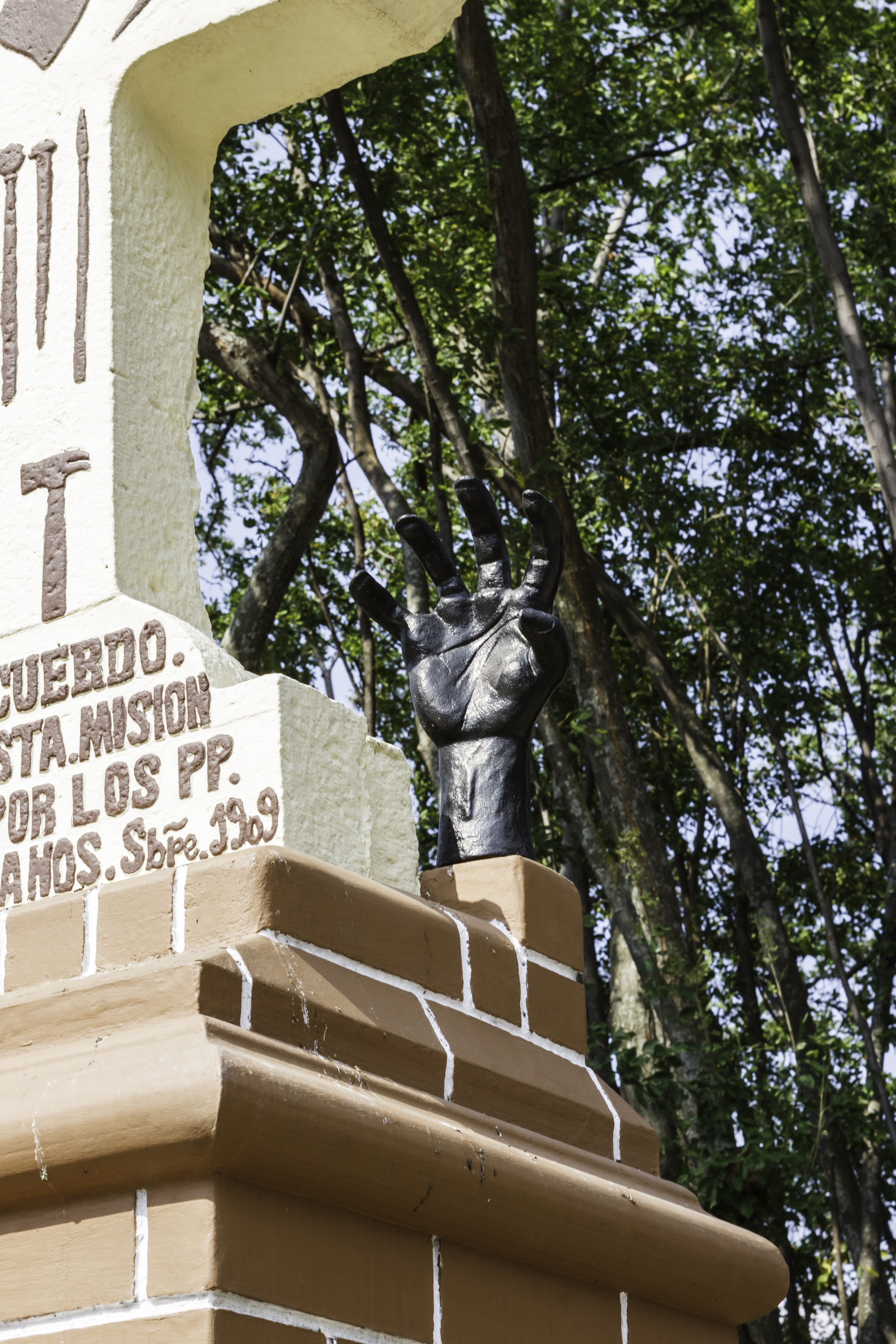
La Mano del Negro.

El nombre proviene de un mito que cuenta la relación entre dos esclavos negros en 1559, Crescencio y Juana. Ambos tenían amoríos con la complicidad de su patrona Doña Carmen de la Ronda. Los dos esclavos mantuvieron su relación y se casaron en el altar de Piedra Grande en el Valle del Lili a escondidas. Cuando Juana le contó a su patrona sobre el hecho y que ambos escuchaban una voz grave desde los farallones, en un lugar que hoy es conocido como el Cerro de las Tres Cruces. Doña Carmen inmediatamente recordó la leyenda sobre un demonio que habitaba debajo de aquel monte. Para que el diablo no tentara a sus peones, doña Carmen delató a Crescencio y Juana; pero estos se enteraron y huyeron siendo capturados después en vijes.
Una vez capturados los dos esclavos negros fueron llevados ante su patrón, don Alberto Bujanlande, quien iracundo golpeo a Juana hasta casi matarla, lo cual causó que Crescencio se liberara de sus ataduras y golpeara a su amo, partiéndole la mandíbula. Como castigo a Crescencio se le cortó el pene y la mano y Juana fue abandonada en el monte en estado de embarazo, donde fue devorada por los animales. Poco después, Crescencio apareció muerto y al no recibir sepultura, su alma se aparecía deambulando y brotando sangre del muñón del brazo, enloqueciendo a los animales a su paso. Hasta que se plantó en el lugar una cruz de madera que luego en 1909 unos franciscanos cambiaron por una de ladrillos pegados en argamasa que aún hoy se conserva en el lugar.
Otra versión cuenta que un esclavo negro fue ahorcado injustamente por, supuestamente, asesinar a su madre, o a su esposa, Y que cuando alguien pasaba a altas horas de la noche, podía ver la mano alzada del negro como clamando justicia al cielo. Por eso el lugar donde se edificó el parque también es llamado "La Mano del Negro".

## Cultura

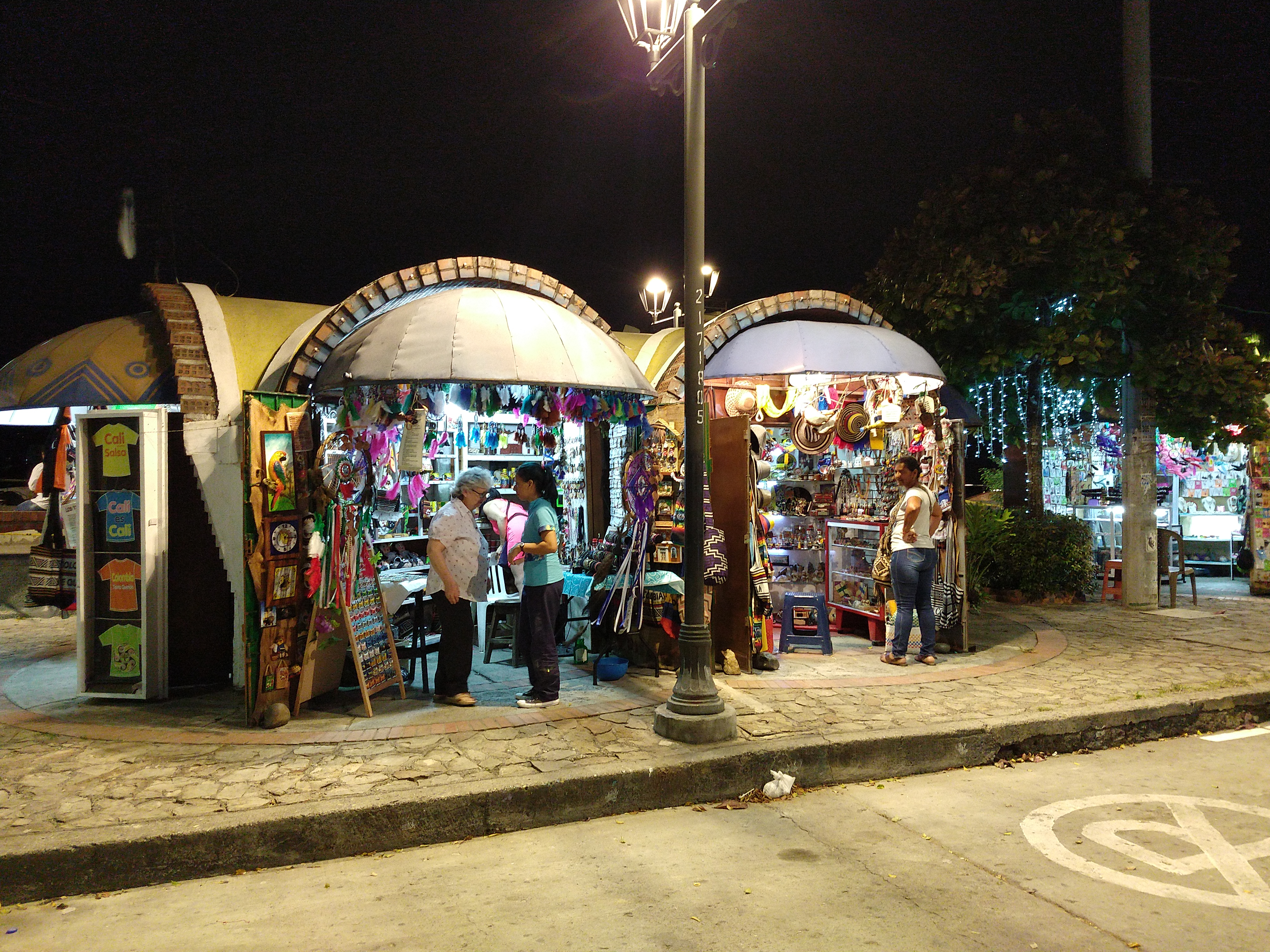
Tiendas artesanales en la Loma de la Cruz

La Loma de la Cruz es un espacio abierto para la cultura y que ha sido sede de muchos eventos y, frecuentemente está lleno de actividades tales como muestras de cine al aire libre,  música andina, y una muestra permanente de artesanías realizadas por artesanos de diversos países como Ecuador, Uruguay, Perú y Bolivia. En el lugar, los artesanos dictan talleres sobre danzas y manufactura de instrumentos musicales, además de realizar diversos eventos culturales como conciertos o muestras gastronómicas. La Loma de la Cruz también es un lugar abierto que recibe cada semana la visita de diversas tribus urbanas como la comunidad LGBT, afrocolombianos y rockabillys.